# 俞佐庭
俞佐庭（1889年—1951年），金融家、银行家，为清末民国钱庄业翘楚之一。浙江镇海人，曾任中国垦业银行经理，上海市商会执委会主席，四明银行总经理等要职。

## 生平
民國三十六年（1947年），在原籍浙江省鎮海縣當選為第一屆國民大會代表。
俞佐庭热衷实业，曾涉足很多商业领域，如于1922年在绍兴投资大明电灯公司，任董事长。俞并曾任有宁波同乡会会长等社会民间职务。 